# پیرابوالقاسم
پیرابوالقاسم (به ترکی آذربایجانی: Pirəbülqasım) یک منطقهٔ مسکونی در جمهوری آذربایجان است که در شهرستان اسماعیل‌لی واقع شده‌است. پیرابوالقاسم ۱۵۷ نفر جمعیت دارد.